# Fortec Motorsport

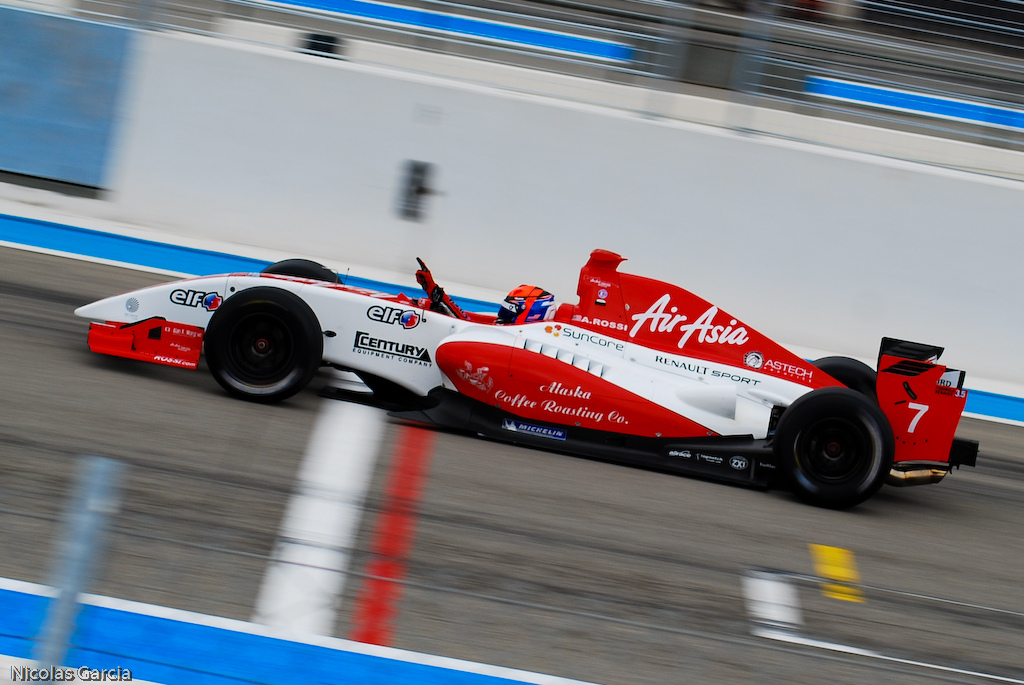
2011 WSR Paul Ricard - Alexander Rossi

Fortec Motorsport Ltd. ist ein Motorsportteam, das in der Euroformula Open Championship, der britischen Formel-3-Meisterschaft und mehreren Junior-Formel-Kategorien auf britischer und paneuropäischer Ebene antritt. Das Team wurde 1995 vom heutigen Besitzer Richard Dutton gekauft.
Zu den früheren Fahrern des Teams gehören u. a. Juan Pablo Montoya, Gianmaria Bruni, Danny Watts, Jamie Green, James Rossiter, Mike Conway, Fabio Carbone und Heikki Kovalainen.

## Geschichte
Fortec hat seit seiner Gründung 1989 große Erfolge gefeiert. Im Jahr 2002 gewann Danny Watts für das Team die britische Formel-Renault-Meisterschaft, sein Teamkollege Jamie Green folgte dicht dahinter auf Platz zwei. Im selben Jahr gewann Fabio Carbone das prestigeträchtige Marlboro Masters Formel-3-Rennen, das in Zandvoort in den Niederlanden stattfand. Der nächste Meisterschaftsgewinn des Teams war ein weiterer britischer Formel-Renault-Titel im Jahr 2004, als Mike Conway mit über 90 Punkten Vorsprung auf seinen nächsten Rivalen, Westley Barber von Comtec Racing, ins Ziel kam. Fortec fügte weitere Team-Meisterschaften in der britischen Formel BMW-Meisterschaft hinzu und holte zwischen 2005 und 2007 3 aufeinanderfolgende Titel, auch in der Fahrer-Meisterschaft mit Niall Breen und Marcus Ericsson.